# Campeonato Baiano de Futebol de 2012 - Segunda Divisão
A Segunda Divisão do Campeonato Baiano de Futebol de 2012 foi a quadragésima terceira edição da competição. Teve início no dia 28 de abril e se encerrou no dia 21 de julho. O Botafogo-BA foi o grande campeão.
O Guanambi foi excluído da competição, e como não foi substituído, na tabela todas as suas partidas automaticamente foram derrotas pelo placar de 1 a 0.

## Regulamento
Os dez clubes se dividem em dois grupos de cinco, dentro de seus respectivos grupos, todos se enfrentam em jogos de ida e volta, classificando-se à fase de mata-mata os dois melhores de cada grupo. Na fase final, organizada em mata-mata, haveria jogos de ida e volta pelas semifinais e, posteriormente, pela final. O 1° colocado do grupo 1 enfrentaria o 2° melhor colocado do grupo 2 em jogos de ida e volta, e o 1° colocado do grupo 2 enfrentaria o 2° colocado do grupo 1 também em jogos de ida e volta. Na final, quem fez a melhor campanha de todo o campeonato joga a partida decisiva dentro de casa. A equipe de melhor campanha na competição tem a vantagem de jogar as finais por dois resultados iguais.
Os dois clubes finalistas ascendem à Primeira Divisão Baiana de 2013.

## Televisão
A TVE Bahia transmitiu exclusivamente o segundo jogo da final, entre Botafogo-BA e Jacuipense direto do estádio de Pituaçu.

## Clubes participantes
| Clube       | Cidade             | Estádio usado          | Em 2011        | Títulos (mais recente) |
| ----------- | ------------------ | ---------------------- | -------------- | ---------------------- |
| Astro       | Feira de Santana   | Mariano Santana        | não participou | 0 (não possui)         |
| Botafogo-BA | Salvador           | Luís Eduardo Magalhães | 8º             | 0 (não possui)         |
| Colo Colo   | Ilhéus             | Mário Pessoa           | não participou | 1 (1999)               |
| Cruzeiro-BA | Cruz das Almas     | Junqueira Ayres        | não participou | 1 (1998)               |
| Galícia     | Salvador           | Junqueira Ayres        | 5º             | 2 (1988)               |
| Guanambi    | Guanambi           | 2 de Julho             | 7º             | 0 (não possui)         |
| Ipitanga    | Lauro de Freitas   | Luís Eduardo Magalhães | não participou | 1 (2005)               |
| Jacuipense  | Riachão do Jacuípe | Eliel Martins          | 6º             | 1 (1989)               |
| Jequié      | Jequié             | Waldomiro Borges       | 4º             | 1 (1996)               |
| Ypiranga    | Salvador           | Pituaçu                | 3°             | 2 (1990)               |

## Primeira fase

### Classificação e jogos
Para ler a tabela, a linha horizontal representa os jogos da equipe como mandante. A coluna vertical indica os jogos da equipe como visitante.
| Vitória do mandante. | Vitória do visitante. | Empate. |

#### Grupo 1
| Clube | Clube       | Pts | J | V | E | D | GP | GC | SG  | %     |
| ----- | ----------- | --- | - | - | - | - | -- | -- | --- | ----- |
| 1     | Ypiranga    | 19  | 8 | 6 | 1 | 1 | 19 | 7  | +12 | 79,17 |
| 2     | Botafogo-BA | 15  | 8 | 4 | 3 | 1 | 15 | 7  | +8  | 62,50 |
| 3     | Galícia     | 13  | 8 | 3 | 4 | 1 | 15 | 9  | +6  | 54,17 |
| 4     | Ipitanga    | 4   | 8 | 1 | 1 | 6 | 10 | 24 | -14 | 16,67 |
| 5     | Cruzeiro-BA | 3   | 8 | 0 | 3 | 5 | 4  | 16 | -12 | 12,50 |

|             | BOT | CRU | GAL | IPI | YPI |
| ----------- | --- | --- | --- | --- | --- |
| Botafogo-BA | —   | 0–0 | 1–1 | 5–1 | 1–4 |
| Cruzeiro-BA | 0–3 | —   | 0–1 | 0–0 | 0–3 |
| Galícia     | 1–1 | 2–2 | —   | 3–0 | 1–1 |
| Ipitanga    | 0–3 | 5–2 | 1–5 | —   | 1–3 |
| Ypiranga    | 0–1 | 2–0 | 3–1 | 3–2 | —   |

#### Grupo 2
| Equipe | Equipe     | Pts | J | V | E | D | GP | GC | SG | %     |
| ------ | ---------- | --- | - | - | - | - | -- | -- | -- | ----- |
| 1      | Colo Colo  | 20  | 8 | 6 | 2 | 0 | 11 | 4  | +7 | 83,33 |
| 2      | Jacuipense | 15  | 8 | 4 | 3 | 1 | 10 | 5  | +5 | 62,50 |
| 3      | Astro      | 12  | 8 | 3 | 3 | 2 | 7  | 4  | +3 | 50,00 |
| 4      | Jequié     | 8   | 8 | 2 | 2 | 4 | 7  | 14 | -7 | 33,33 |
| 5      | Guanambi   | 0   | 8 | 0 | 0 | 8 | 0  | 8  | -8 | 0,00  |

|            | AST | COL | JCP | JEQ | GUA |
| ---------- | --- | --- | --- | --- | --- |
| Astro      | —   | 1–1 | 0–1 | 4–0 | 1–0 |
| Colo Colo  | 2–0 | —   | 1–0 | 2–1 | 1–0 |
| Jacuipense | 0–0 | 1–1 | —   | 3–0 | 1–0 |
| Jequié     | 0–0 | 1–2 | 3–3 | —   | 1–0 |
| Guanambi   | 0–1 | 0–1 | 0–1 | 0–1 | —   |

### Classificação geral
|  |

|  |                                                                           |
|  | Classificados à primeira divisão do Campeonato Baiano de Futebol de 2013. |
|  | Rebaixados ao Torneio Seletivo à Segunda Divisão de 2013.                 |

## Fase final
|  | Semifinais  | Semifinais | Semifinais | Semifinais |   |             | Final | Final | Final | Final |
|  |             |            |            |            |   |             |       |       |       |       |
|  | Colo Colo   | 1          | 1          | 2          |   |             |       |       |       |       |
|  | Botafogo-BA | 2          | 1          | 3          |   |             |       |       |       |       |
|  | Botafogo-BA | 2          | 1          | 3          |   | Botafogo-BA | 0     | 2     | 2     |       |
|  |             |            |            |            |   | Botafogo-BA | 0     | 2     | 2     |       |
|  |             | Jacuipense | 1          | 0          | 1 |             |       |       |       |       |
|  | Ypiranga    | Jacuipense | 1          | 0          | 1 | 2           | 1     | 3     |       |       |
|  | Ypiranga    |            |            |            |   | 2           | 1     | 3     |       |       |
|  | Jacuipense  | 2          | 4          | 6          |   |             |       |       |       |       |

### Semifinais

#### Jogos de ida
| 1 de julho | Botafogo-BA                  | 2 – 1          | Colo Colo  | Pituaçu, Salvador                             |
| 13:45      | Jeferson 28' · Zé Thiago 37' | súmula borderô | Daniel 89' | Público: 0 Árbitro: BA Jaílson Macedo Freitas |

| 1 de julho | Jacuipense                       | 2 – 2          | Ypiranga             | Eliel Martins, Riachão do Jacuípe                     |
| 15:00      | Rogério Sodré 30' (c) · Titi 50' | súmula borderô | Bira 11' · Lídio 62' | Público: 1 822 Árbitro: BA Lúcio José Silva de Araujo |

#### Jogos de volta
| 8 de julho | Colo Colo    | 1 – 1          | Botafogo-BA | Mário Pessoa, Ilhéus                                 |
| 16:00      | Vaguinho 25' | súmula borderô | Rogério 13' | Público: 3 242 Árbitro: BA Manoel Nunes Lopo Garrido |

| 8 de julho | Ypiranga    | 1 – 4          | Jacuipense                                       | Pituaçu, Salvador                                 |
| 16:00      | Mailson 20' | súmula borderô | Jânio 54' · Capone 72' · Daniel 76' · Titi 90+3' | Público: 4 505 Árbitro: BA Jailson Macêdo Freitas |

### Final

#### Jogo de ida
| 15 de julho | Jacuipense  | 1 – 0          | Botafogo-BA | Eliel Matrins, Riachão do Jacuípe                      |
| 15:00       | Meidson 43' | súmula borderô |             | Público: 3 268 Árbitro: BA Cosme Iran Sabino de Araújo |

#### Jogo de volta
| 21 de julho | Botafogo-BA             | 2 – 0          | Jacuipense | Pituaçu, Salvador                                   |
| 15:45       | Maicon 3' · Rogério 84' | súmula borderô |            | Público: 1 552 Árbitro: BA Gleidson Santos Oliveira |

| Campeão Baiano de 2012 da Segunda Divisão |
| ----------------------------------------- |
| Botafogo-BA (1º título)                   |

## Estatísticas

### Artilharia
Durante o campeonato foram feitos 115 gols por 39 marcadores, o que em média ficam quase três gols para cada. Sobre os que menos marcaram, foram dois jogadores que marcaram gol contra, quarenta e um marcaram apenas um, dezesseis golearam a rede adversária entre duas e cinco vezes. A vice-artilharia do campeonato ficou com o jogador do semifinalista Ypiranga, Junior, que finalizou corretamente com sete gols. O futebolista Diego Higino do campeão Botafogo conquistou a artilharia com oito gols. Abaixo estão listados todos os jogadores que marcaram algum gol no campeonato.
| 8 gols (1) - Diego Higino (Botafogo-BA) 7 gols (1) - Junior (Ypiranga) 5 gols (3) - Robert (Colo Colo) - Cicinho (Galícia) - Baco (Ipitanga) 4 gols (2) - Jeferson (Botafogo-BA) - Braw (Ypiranga) 3 gols (4) - Ivan (Astro) - Rogério (Botafogo-BA) - Wagner (Jacuipense) - Bira (Ypiranga) 2 gols (7) - Juca (Colo Colo) - Ueliton (Galícia) - Oton (Ipitanga) - Titi (Jacuipense) - Stefan (Jacuipense) - Wilson (Jacuipense) - Mailson (Ypiranga) | 1 gol (41) - Odair (Astro) - Thiago (Astro) - Narciso (Botafogo-BA) - Totinga (Botafogo-BA) - Zé Thiago (Botafogo-BA) - Klezio (Botafogo-BA) - Daniel (Colo Colo) - Gazinho (Colo Colo) - Naldo (Colo Colo) - Waguinho (Colo Colo) - Edvandro (Cruzeiro-BA) - Eliabe (Cruzeiro-BA) - Leonardo (Cruzeiro-BA) - Vinicius (Cruzeiro-BA) - Cauê (Galícia) - Tan Aka (Galícia) - Frenando Bahiano (Galícia) - Jacson (Galícia) - Teco (Galícia) - Minorh (Galícia) - Neilson (Galícia) - Rael (Galícia) - Elber (Ipitanga) - Lucas (Ipitanga) - Silas (Ipitanga) | 1 gol (continuação) - Daniel (Jacuipense) - Darlan (Jacuipense) - Jânio (Jacuipense) - Capone (Jacuipense) - Maicon L. de Oliveira Jacuipense - Meidson (Jacuipense) - Kel (Jequié) - Joanderson (Jequié) - Julio (Jequié) - Luquinhas (Jequié) - Pedrinho (Jequié) - Paraiba (Ypiranga) - Lidio (Ypiranga) - Dias (Ypiranga) - Vitinho (Ypiranga) - Vitor (Ypiranga) Gols-contra (2) - Baco (Ipitanga) para o (Ypiranga) - Rogério (Ypiranga) para a (Jacuipense) |

### Maiores públicos
Os cinco maiores públicos do campeonato estão relacionados na tabela abaixo.
| Nº | Público | Mandante    | Placar | Visitante   | Estádio       | Data        | Rodada           |
| -- | ------- | ----------- | ------ | ----------- | ------------- | ----------- | ---------------- |
| 1  | 4.505   | Ypiranga    | 1–4    | Jacuipense  | Pituaçu       | 8 de julho  | 12ª (semifinais) |
| 2  | 3.268   | Jacuipense  | 1–0    | Botafogo-BA | Eliel Martins | 15 de julho | 13ª (final)      |
| 3  | 3.242   | Colo Colo   | 1–1    | Botafogo-BA | Mário Pessoa  | 8 de julho  | 12ª (semifinais) |
| 4  | 1.707   | Colo Colo   | 2–1    | Jequié      | Mário Pessoa  | 1 de maio   | 2ª               |
| 5  | 1.552   | Botafogo-BA | 2–0    | Jacuipense  | Pituaçu       | 21 de julho | 14ª (final)      |

### Médias de público
Essas são as médias de público dos clubes no Campeonato. Considera-se apenas os jogos da equipe como mandante e o público pagante:
| 1. Colo Colo – 1692 2. Jacuipense – 1663 3. Ypiranga – 1437 4. Botafogo-BA – 1033 5. Jequié – 641 6. Ipitanga – 131 7. Cruzeiro-BA – 94 8. Astro – 80 9. Galícia – 74 |